# Coppa Italia 1960-1961
La Coppa Italia 1960-1961 fu la 14ª edizione della manifestazione calcistica, disputata tra il 4 settembre 1960 e il 29 giugno 1961 e conclusa con la vittoria della Fiorentina, al suo secondo titolo.

## Formula
Anche quest'anno cambiò per l'ennesima volta la formula delle eliminatorie, con un primo turno per le società di Serie B, e un secondo che vedeva l'ingresso dei club di Serie A tranne le quattro semifinaliste della precedente edizione. Il regolamento contemplò inoltre l'adozione integrale dei tiri di rigore come alternativa generale alla ripetizione delle gare, nonché la possibilità di un cambio nel primo tempo. L'intera griglia fu stabilita in un unico sorteggio a Milano il 3 agosto 1960.
Nel tabellone principale, partito dagli ottavi, si evidenziarono la Fiorentina e la Lazio, che estromisero rispettivamente la Juventus e l'Inter. La coppa venne poi vinta dai Viola che piegarono i Biancocelesti per 2-0 nella finale disputata al Comunale di Firenze l'11 giugno 1961; per i toscani fu il secondo successo in Coppa Italia dopo quello dell'edizione 1939-1940.

## Date
| Turno              | Data                       |
| ------------------ | -------------------------- |
| Primo turno        | 4 settembre 1960           |
| Secondo turno      | 18 settembre 1960          |
| Ottavi di finale   | 25 gennaio - 15 marzo 1961 |
| Quarti di finale   | 5 aprile - 3 maggio 1961   |
| Semifinali         | 3 - 10 maggio 1961         |
| Finale terzo posto | Torino, 29 giugno 1961     |
| Finale             | Firenze, 11 giugno 1961    |

## Primo turno
Si giocò il 4 settembre 1960 fra i venti club di Serie B accoppiati in maniera geografica.
| Arbitro: | Francescon (Padova) |

|            |           |  |
| Demenia 7’ | Marcatori |  |

| Arbitro: | Samani (Trieste) |

|                      |           |                         |
| 79’ (aut.) Ruffinoni | Marcatori | 20’ Temellin 72’ Smersy |

| Arbitro: | Sbardella (Roma) |

|                                                 |           |  |
| Migliavacca 18’ Bettini 29’, 45’ Marmo 78’, 89’ | Marcatori |  |

| Arbitro: | Gazzano (Genova) |

|                    |                      |                 |
| Stefanini Perversi | Tiri di rigore 5 – 2 | Maltinti Zagano |

| Arbitro: | Babini (Ravenna) |

|                                    |           |             |
| Turra 46’ Milanesi 92’ Albini 111’ | Marcatori | 85’ Recagni |

| Arbitro: | Angonese (Mestre) |

|                                 |           |             |
| Lulich 44’ (rig.) Calzolari 86’ | Marcatori | 71’ Regalia |

| Arbitro: | Cotugno (Civitavecchia) |

|                        |           |              |
| Rumignani 55’ Beni 58’ | Marcatori | 22’ Tribuzio |

| Arbitro: | Politano (Cuneo) |

|            |           |                       |
| Pesaola 8’ | Marcatori | 63’ Colla 85’ Grabesu |

| Arbitro: | Cirone (Palermo) |

|  |           |            |
|  | Marcatori | 112’ Longo |

| Arbitro: | Cataldo (Reggio Calabria) |

|                        |           |  |
| Alicata 47’ Spagni 56’ | Marcatori |  |

### Tabella riassuntiva
| Squadra 1      | Risultato       | Squadra 2         |
| -------------- | --------------- | ----------------- |
| Triestina      | 1 - 0           | Venezia           |
| Verona         | 1 - 2           | Marzotto Valdagno |
| Alessandria    | 5 - 0           | Novara            |
| Como           | 0 - 0 (5-2 dcr) | Pro Patria        |
| Brescia        | 3 - 1           | Ozo Mantova       |
| Parma          | 2 - 1           | Simmenthal-Monza  |
| Sambenedettese | 2 - 1           | Reggiana          |
| Genoa          | 1 - 2           | Prato             |
| Catanzaro      | 0 - 1           | Foggia            |
| Messina        | 2 - 0           | Palermo           |

## Secondo turno
Si giocò il 18 settembre 1960, in contemporanea con la finale della precedente edizione, e vide l'ingresso di quattordici club di Serie A, con accoppiamenti sempre su base geografica.
| Arbitro: | Butti (Como) |

|  |           |             |
|  | Marcatori | 21’ Rebizzi |

| Arbitro: | Sbardella (Roma) |

|                                |           |  |
| Milani 34’ Rosa 76’ Crippa 85’ | Marcatori |  |

| Arbitro: | Leita (Udine) |

|                                   |           |                                              |
| Vanara 14’ Vitali 27’ Fanello 51’ | Marcatori | 5’, 18’, 65’ Altafini 30’ Galli 50’ Vernazza |

| Arbitro: | Roversi (Bologna) |

|                                      |           |                              |
| Teneggi 10’, 76’ Perversi 71’ (rig.) | Marcatori | 12’ Paris 68’ (rig.) Maschio |

| Arbitro: | Gambarotta (Genova) |

|                                                                   |           |                                  |
| Cella 23’ Bonifaci 60’ (aut.) Albini 90’ Ferrazzi 112’ Fogar 116’ | Marcatori | 9’, 40’ Siciliano 26’, 92’ Pinti |

| Arbitro: | De Marchi (Pordenone) |

|             |           |                                |
| Giurini 87’ | Marcatori | 11’ Angelillo 24’, 67’ Firmani |

| Arbitro: | D'Agostini (Roma) |

|             |           |              |
| Corelli 10’ | Marcatori | 6’, 29’ Beni |

| Arbitro: | Angonese (Mestre) |

|                                    |                      |                                    |
| Brighenti 29’, 53’ Cucchiaroni 95’ | Marcatori            | 80’ Baruffi 82’ Colla 100’ Grabesu |
| Brighenti                          | Tiri di rigore 4 – 3 | Targioni                           |

| Arbitro: | Parisi (Messina) |

|                    |           |            |
| Erba 10’, 45’, 77’ | Marcatori | 49’ Patino |

| Arbitro: | Di Tonno (Lecce) |

|                 |           |                         |
| Castellazzi 57’ | Marcatori | 15’ Alicata 77’ Landoni |

| Arbitro: | Annoscia (Bari) |

|                                          |           |                             |
| Perani 13’ Demarco 89’, 99’ Vinicio 113’ | Marcatori | 15’ Bonacchi 90’ Cardarelli |

| Arbitro: | Angelini (Firenze) |

|            |           |                               |
| Tacchi 37’ | Marcatori | 38’ (aut.) Posio 94’ Lojacono |

### Tabella riassuntiva
| Squadra 1   | Risultato       | Squadra 2         |
| ----------- | --------------- | ----------------- |
| Udinese     | 0 - 1           | Triestina         |
| Padova      | 3 - 0           | Marzotto Valdagno |
| Alessandria | 3 - 5           | Milan             |
| Como        | 3 - 2           | Atalanta          |
| Brescia     | 5 - 4 (dts)     | Lanerossi Vicenza |
| Parma       | 1 - 3           | Inter             |
| SPAL        | 1 - 2           | Sambenedettese    |
| Sampdoria   | 3 - 3 (7-6 dcr) | Prato             |
| Bari        | 3 - 1           | Foggia            |
| Catania     | 1 - 2           | Messina           |
| Bologna     | 4 - 2 (dts)     | Lecco             |
| Napoli      | 1 - 2 (dts)     | Roma              |

## Ottavi di finale
Il tabellone principale della manifestazione vide la partecipazione di sedici società, ossia le quattro qualificate alle semifinali dell'edizione 1959-1960 e le dodici squadre provenienti dalle qualificazioni.
| Arbitro: | Jonni (Macerata) |

|               |           |                                               |
| Rumignani 63’ | Marcatori | 2’, 24’ Sívori 44’ Charles 79’ (aut.) Santoni |

| Arbitro: | Rebuffo (Milano) |

|  |           |                        |
|  | Marcatori | 55’ Benetti 73’ Petris |

| Arbitro: | Roversi (Bologna) |

|                          |           |              |
| Mazzero 34’ Ferrario 90’ | Marcatori | 63’ Altafini |

| Arbitro: | Leita (Udine) |

|                       |           |                          |
| Bernasconi 64’ (aut.) | Marcatori | 75’ (rig.), 115’ Recagno |

| Arbitro: | Francescon (Padova) |

|                                 |           |  |
| Manfredini 4’, 77’ De Sisti 85’ | Marcatori |  |

| Arbitro: | D'Agostini (Roma) |

|                                                              |           |          |
| Picchi 15’ Corso 31’ Morbello 37’, 40’, 46’ Bicicli 67’, 85’ | Marcatori | 4’ Baffi |

| Arbitro: | Marchese (Frattamaggiore) |

|                                            |           |  |
| Rozzoni 47’, 72’ Morrone 50’ Carradori 52’ | Marcatori |  |

| Arbitro: | Ferrari (Milano) |

|          |           |  |
| Rosa 37’ | Marcatori |  |

### Tabella riassuntiva
| Squadra 1      | Risultato   | Squadra 2  |
| -------------- | ----------- | ---------- |
| Sambenedettese | 1 - 4       | Juventus   |
| Messina        | 0 - 2       | Fiorentina |
| Torino         | 2 - 1       | Milan      |
| Bari           | 1 - 2 (dts) | Sampdoria  |
| Roma           | 3 - 0       | Bologna    |
| Inter          | 7 - 1       | Brescia    |
| Lazio          | 4 - 0       | Como       |
| Padova         | 1 - 0       | Triestina  |

## Quarti di finale
| Arbitro: | Angonese (Mestre) |

|  |           |             |
|  | Marcatori | 10’ Morrone |

| Arbitro: | De Marchi (Pordenone) |

|  |           |           |
|  | Marcatori | 51’ Cella |

| Arbitro: | Rigato (Mestre) |

|  |           |                 |
|  | Marcatori | 12’, 54’ Nicolè |

| Arbitro: | Bonetto (Torino) |

|                                                      |           |                                                  |
| Pestrin 24’ Selmosson 44’ Menichelli 75’ Orlando 87’ | Marcatori | 33’ da Costa 35’, 43’, 84’ Petris 71’, 86’ Milan |

### Tabella riassuntiva
| Squadra 1 | Risultato | Squadra 2  |
| --------- | --------- | ---------- |
| Inter     | 0 - 1     | Lazio      |
| Padova    | 0 - 1     | Torino     |
| Sampdoria | 0 - 2     | Juventus   |
| Roma      | 4 - 6     | Fiorentina |

## Semifinali
| Arbitro: | Jonni (Macerata) |

|                                            |           |                 |
| Milan 17’ Marchesi 51’ (rig.) Da Costa 90’ | Marcatori | 33’ (rig.) Mora |

| Arbitro: | Marchese (Frattamaggiore) |

|              |                      |                   |
| Carradori 6’ | Marcatori            | 23’ (aut.) Janich |
| Carradori    | Tiri di rigore 6 – 5 | Mazzero           |

### Tabella riassuntiva
| Squadra 1  | Risultato       | Squadra 2 |
| ---------- | --------------- | --------- |
| Fiorentina | 3 - 1           | Juventus  |
| Lazio      | 1 - 1 (6-5 dcr) | Torino    |

## Finale 3º posto
| Arbitro: | De Marchi (Pordenone) |

|                           |                      |                           |
| Cervato 20’ Cavallito 53’ | Marcatori            | 29’ Locatelli 80’ Mazzero |
| Mora                      | Tiri di rigore 3 – 2 | Locatelli                 |

### Tabella riassuntiva
| Squadra 1 | Risultato       | Squadra 2 |
| --------- | --------------- | --------- |
| Juventus  | 2 - 2 (5-4 dcr) | Torino    |

## Finale 1º posto
| Arbitro: | Rigato (Mestre) |

|                     |           |  |
| Petris 4’ Milan 80’ | Marcatori |  |

| Fiorentina | Lazio |

|                                      |    |                    |  |
|                                      |    |                    |  |
| P                                    | 1  | Enrico Albertosi   |  |
| D                                    | 2  | Enzo Robotti       |  |
| D                                    | 3  | Sergio Castelletti |  |
| C                                    | 4  | Piero Gonfiantini  |  |
| D                                    | 5  | Alberto Orzan      |  |
| D                                    | 6  | Rino Marchesi      |  |
| A                                    | 7  | Kurt Hamrin        |  |
| C                                    | 8  | Dante Micheli      |  |
| A                                    | 9  | Dino da Costa      |  |
| C                                    | 10 | Luigi Milan        |  |
| A                                    | 11 | Gianfranco Petris  |  |
| Allenatore:                          |    |                    |  |
| Nándor Hidegkuti Giuseppe Chiappella |    |                    |  |

|                 |    |                  |  |
|                 |    |                  |  |
| P               | 1  | Idilio Cei       |  |
| D               | 2  | Giovanni Molino  |  |
| D               | 3  | Adelmo Eufemi    |  |
| D               | 4  | Paolo Carosi     |  |
| D               | 5  | Francesco Janich |  |
| D               | 6  | Franco Carradori |  |
| C               | 7  | Amos Mariani     |  |
| C               | 8  | Bruno Franzini   |  |
| A               | 9  | Orlando Rozzoni  |  |
| C               | 10 | Maurilio Prini   |  |
| A               | 11 | Clemente Mattei  |  |
| Allenatore:     |    |                  |  |
| Enrique Flamini |    |                  |  |

### Tabella riassuntiva
| Squadra 1  | Risultato | Squadra 2 |
| ---------- | --------- | --------- |
| Fiorentina | 2 - 0     | Lazio     |